# Amenthes (albedo)
Amenthes és una característica d'albedo a la superfície de Mart, localitzada amb el sistema de coordenades planetocèntriques a 4.94 ° latitud N i 110 ° longitud E. El nom va ser aprovat per la UAI l'any 1958 i fa referència a l'Amenthes, l'inframón dels antics egipcis.